# JR北海道キハ283系気動車
キハ283系気動車（キハ283けいきどうしゃ）は、北海道旅客鉄道（JR北海道）が1995年（平成7年）から導入、1997年（平成9年）に営業運転を開始した特急形気動車である。

## 概要
釧路市からの要望で第三セクターの道東高速鉄道開発（現・北海道高速鉄道開発）が事業主体となって1994年から着手された石勝線・根室本線（南千歳駅 - 釧路駅間）の高速化事業に合わせて開発された振子式気動車である。キハ281系をベースに設計されており、同系列との連結運転が可能となっていた。当初の営業最高速度は130 km/h、設計最高速度は145 km/hであった。
1995年に1次試作車が完成し、翌1996年に2次試作車、同年より量産され2001年まで製造された。
1997年3月22日のダイヤ改正から特急『スーパーおおぞら』として営業運転を開始。札幌駅 - 釧路駅間の最短所要時間は、従来のキハ183系による特急『おおぞら』の4時間25分から3時間40分へと大幅に短縮された。1998年には特急『スーパー北斗』、2000年には『スーパーとかち』の一部列車にも投入された。
製造メーカーは2次試作車のキハ282-2001のみJR北海道苗穂工場であり、それ以外はすべて富士重工業である。

## 車両概説

### 車体

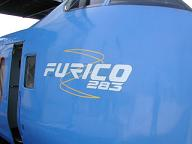
側面のロゴマーク
"FURICO 283"
（根室本線 新得駅）

車体はキハ281系と同様の軽量ステンレス製で、前頭部のみが普通鋼製になっている。これは、踏切での事故や、北海道特有である大型野生動物との衝突を考慮したためである。見通し向上と車両や大型動物との衝突事故時の運転士保護のため、前面貫通扉付きの高運転台構造としているほか、客用扉に気密性の高いプラグドアを採用している点もキハ281系と同様である。霧の発生日数が多い根室本線を走行するため、前照灯は計9灯（内2灯はHID）に増やされた。その他、空調装置が屋根上から床下に移されるなど徹底的な低重心化が行われ、乗り心地を大幅に改善している。完成時は、狭軌気動車として最も高速走行が可能な高性能車両であった。
外部の配色は前頭部と客用扉周囲はコバルトブルー、ステンレス地の無塗装部分との境界は萌黄色（ライトグリーン）、客用扉の窓周囲は赤としている。側窓周囲はキハ281系と異なり無塗装のままである。前頭部側面には形式称号と振子機能をイメージした「FURICO 283」のロゴマークとリサジュー図形が配されている。

### 主要機器

#### 台車

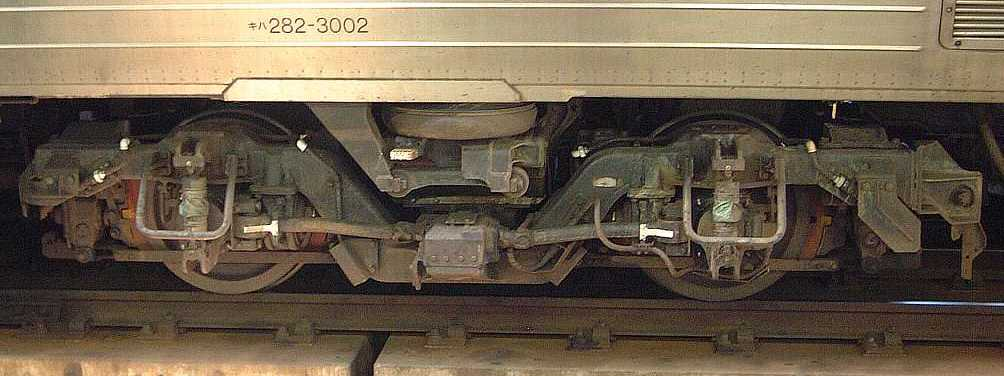
N-DT283形台車

台車は制御付自然振子式の諸機構を装備するN-DT283形で、傾斜機構はキハ281系と同様の曲線ベアリングガイド式である。本系列では根室本線の急曲線と脆弱な路盤に対応するため、車体支持機構に枕梁を介在させるボルスタ付台車になり、自己操舵（セルフステアリング）機構を組み込んだ。これは前後の軸箱に繋がれたリンクが曲線通過時に伸縮し、車軸を常に軌道と直角に保つものである。あわせて、車体の傾斜角度をキハ281系の5度から6度に拡大した。
これらの改良により、半径600 m以上の曲線では本則 + 40 km/hでの通過が可能である。振子動作を制御・指令するコンピュータは、摩耗による車輪径の減少によって生じる車輪回転数の誤差を自動補正し、振子動作開始地点のずれを解消する機能も有している。また、運用開始当初は1編成の最大連結可能両数が9両であったが、乗車率の高さから増結が常態化したためコンピュータを改良し、最終的には最大11両編成までの組成が可能となっていた。

#### 走行機関

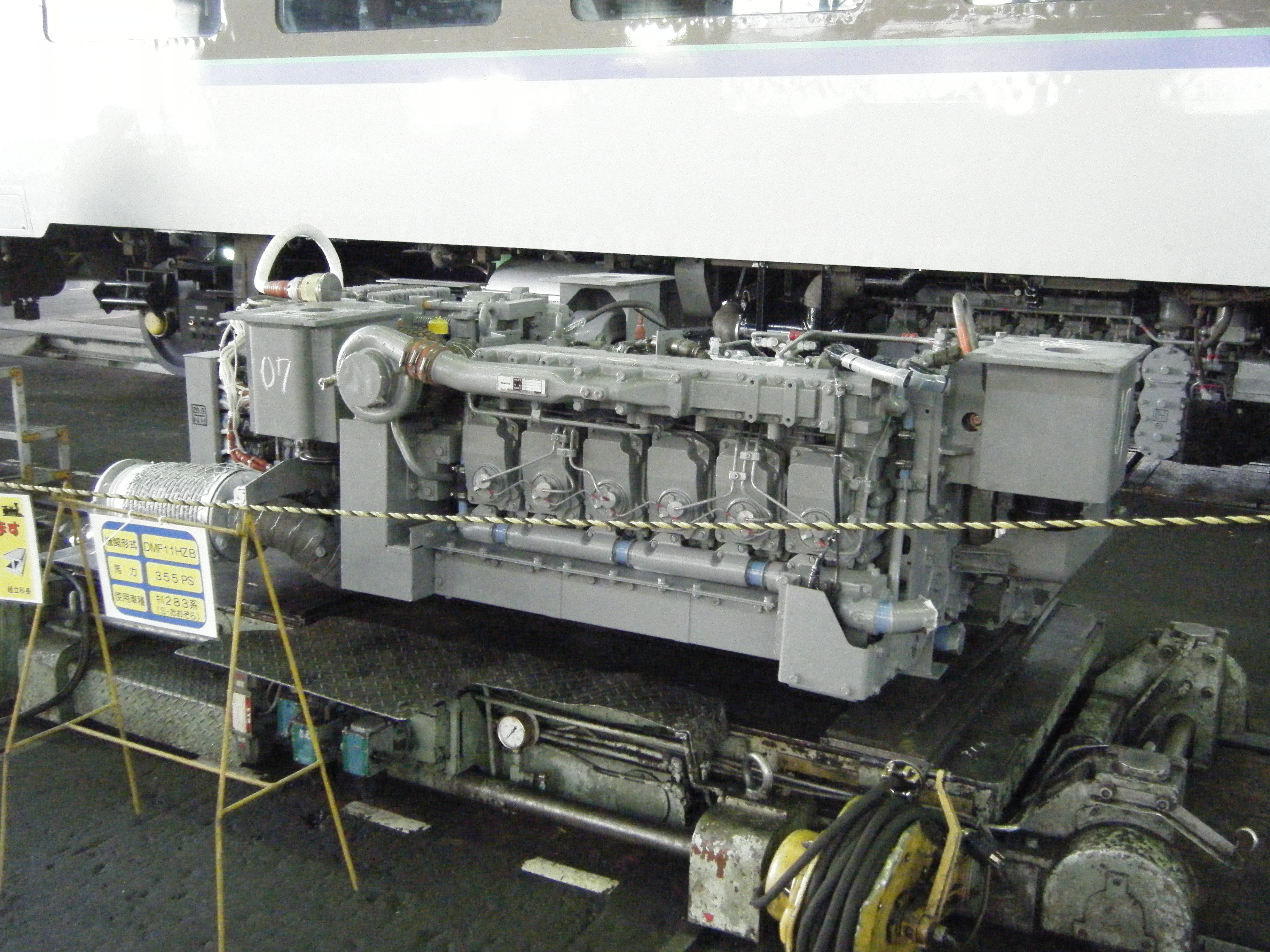
N-DMF11HZB形エンジン

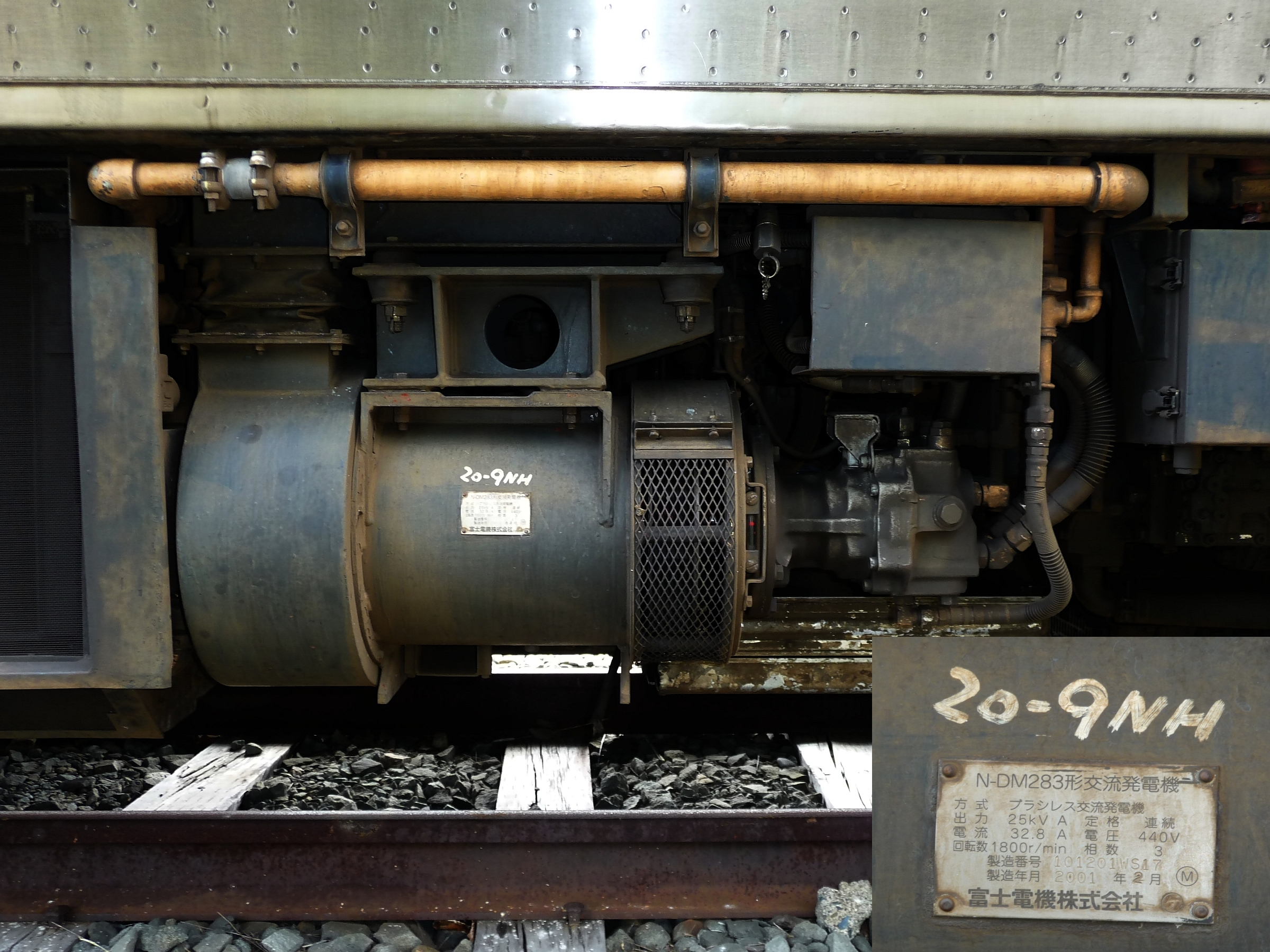
N-DM283形油圧駆動式発電機

コマツ製の直列6気筒ディーゼルエンジンN-DMF11HZA形(355 PS/2,100 rpm)を各車とも2台搭載する。これはキハ281系と同様のものであるが、本系列の液体変速機は変速1段直結4段・パワーオン制御（自動車の半クラッチと類似の機構）を採用したN-DW18形を装備しており、中速域での加速性能と登坂性能の向上、変速ショックの軽減が図られている。
冷暖房、補機類、室内設備などの電源供給用として、油圧駆動式交流ブラシレス発電機 N-DM283 を備える。従来、走行用機関に交流発電機を直結させる方式では、機関の回転数変動による出力電圧の変化をレギュレーターで一定にすることはできても、出力周波数の制御ができないため冷房用電源としては使えないが、本形式に搭載された N-DM283 は走行用機関で油圧ポンプを駆動させ、発生する流体エネルギーを制御することで油圧モーターを定速回転させる「油圧駆動式」を初めて採用しており、これにより一定周波数のサービス電源が確保でき、従来形の発電セットを不要としている。発電機により発生した交流電源は、その後に冷暖房用の電源として使用されるほか、コンバータ（サイリスタ整流器）により降圧・整流され直流電源として使用されるとともに、さらにインバータで交流に変換され交流電源として使用される。

#### ブレーキ装置
ブレーキシステムは機関ブレーキ・排気ブレーキ併用の電気指令式空気ブレーキで、高速からの安定したブレーキ性能を有する「マルチモードブレーキ制御システム」を搭載している。基礎ブレーキ装置は踏面ブレーキ方式で、制輪子はJR北海道苗穂工場製の特殊鋳鉄制輪子を使用しており、凍結した線路上でも最高速度から600 m以内での停止が可能である。

### 車内
空調装置は、床置き式でヒーター内蔵の N-AU183B となり、腰掛下の吊下げ式電気ヒーターと合わせて暖房の強化が図られている。暖房に機関排熱を利用しないことから温水艤装も軽減された。これらの空調装置の電源は前述の発電機から供給される。
座席はフリーストップ式のリクライニングシートで、片持支持方式となったため足元が広くなった。座席モケットの色調は、標準では釧路方面を象徴する「タンチョウ」柄入りのグレー地、背ずりのつかみ手は赤である。「スーパー北斗」用に投入された1998年製（2次量産車）の普通車は、座席モケットの色がキハ281系同様の紫に、背ずりのつかみ手がグレーに変更された。
トイレの汚物処理装置はキハ281系と同様の真空式が採用された。

#### その他設備
自動放送はキハ281系気動車と同じ仕様であるが、側面の行先表示器と先頭車前面の愛称表示器は従来の電照式方向幕から3色LED式に変更された。側面の行先表示器にはタンチョウが飛び立つ様子を表した簡易アニメーションが発車時に、車内案内表示装置には列車の現在位置を示す簡易アニメーションが走行中に表示される。
2001年製の5次量産車は、客用扉にドアチャイムを装備し、デッキと客室、連結部の仕切扉の動作を従来の人感式からタッチセンサー式に変更している。また、普通車の座席テーブルや肘掛けを大型のものに変更している。

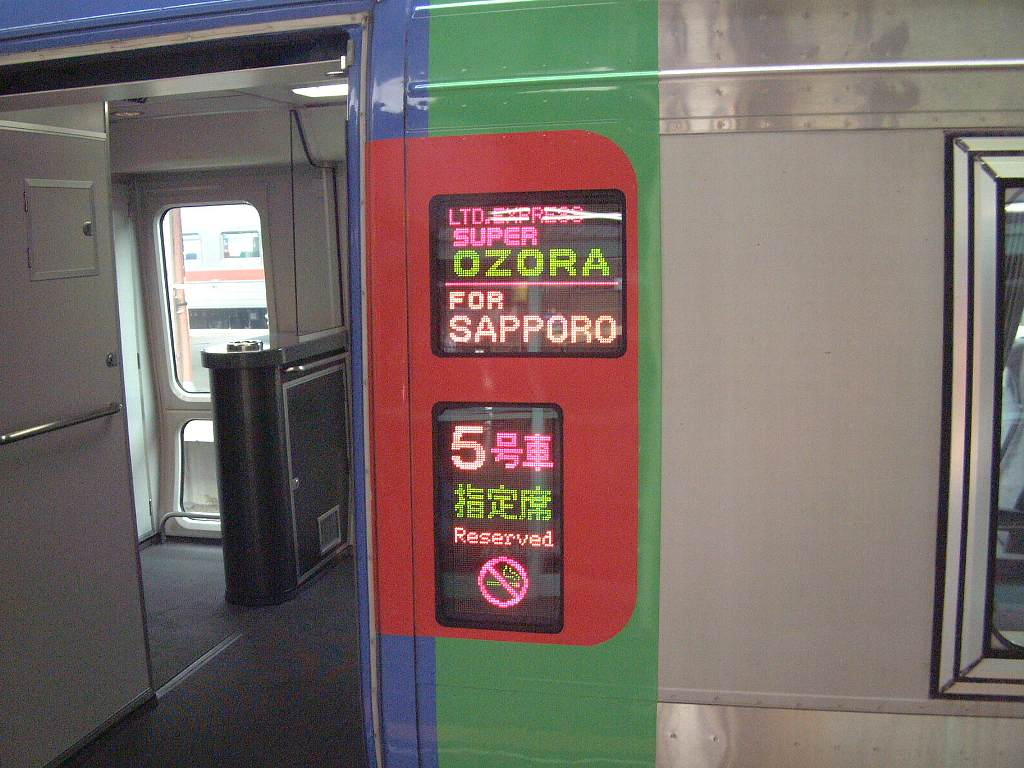
行先表示と当時の喫煙コーナー （根室本線 釧路駅）
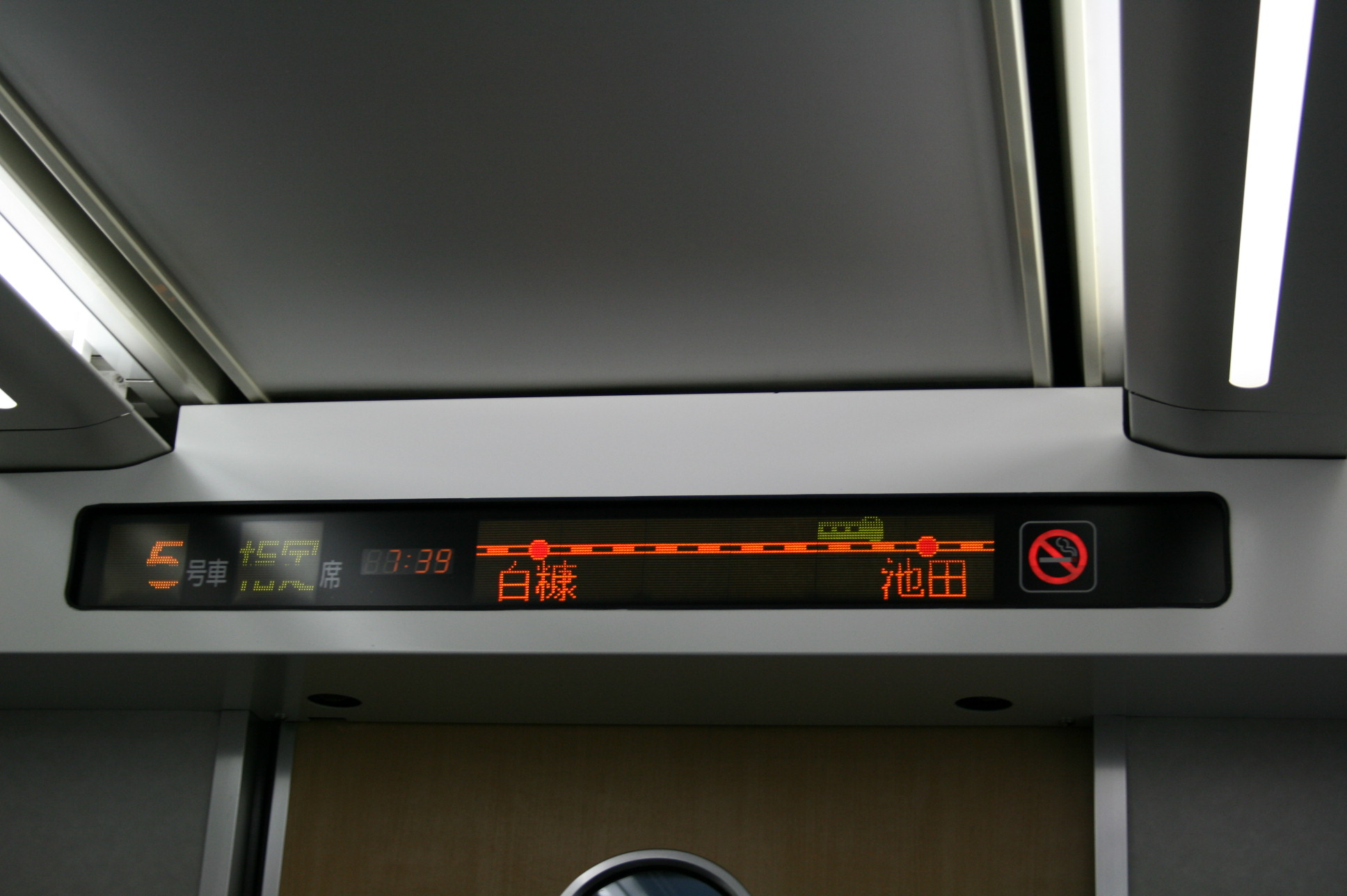
車内案内表示装置 （「スーパーおおぞら」 車内）
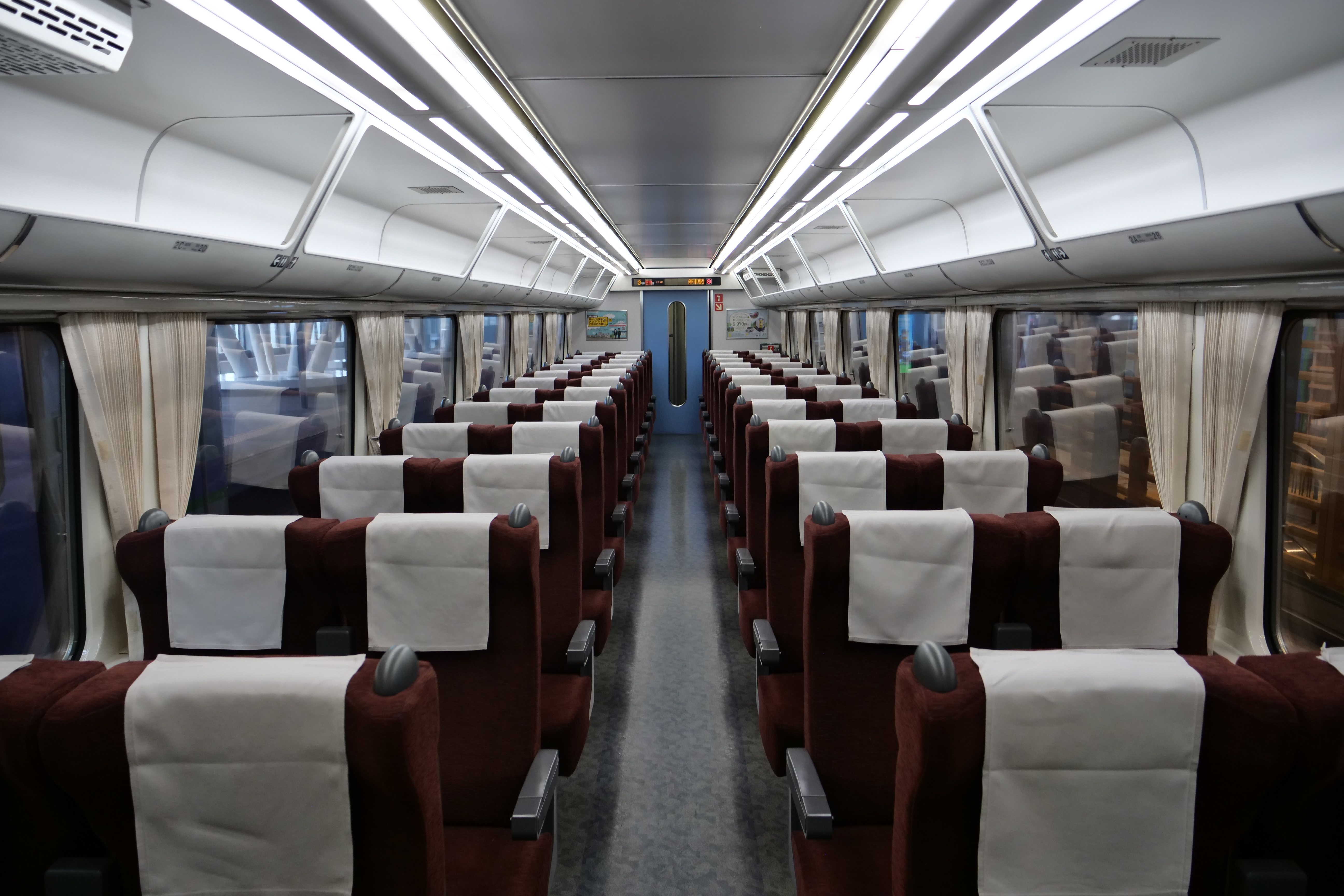
普通車の車内
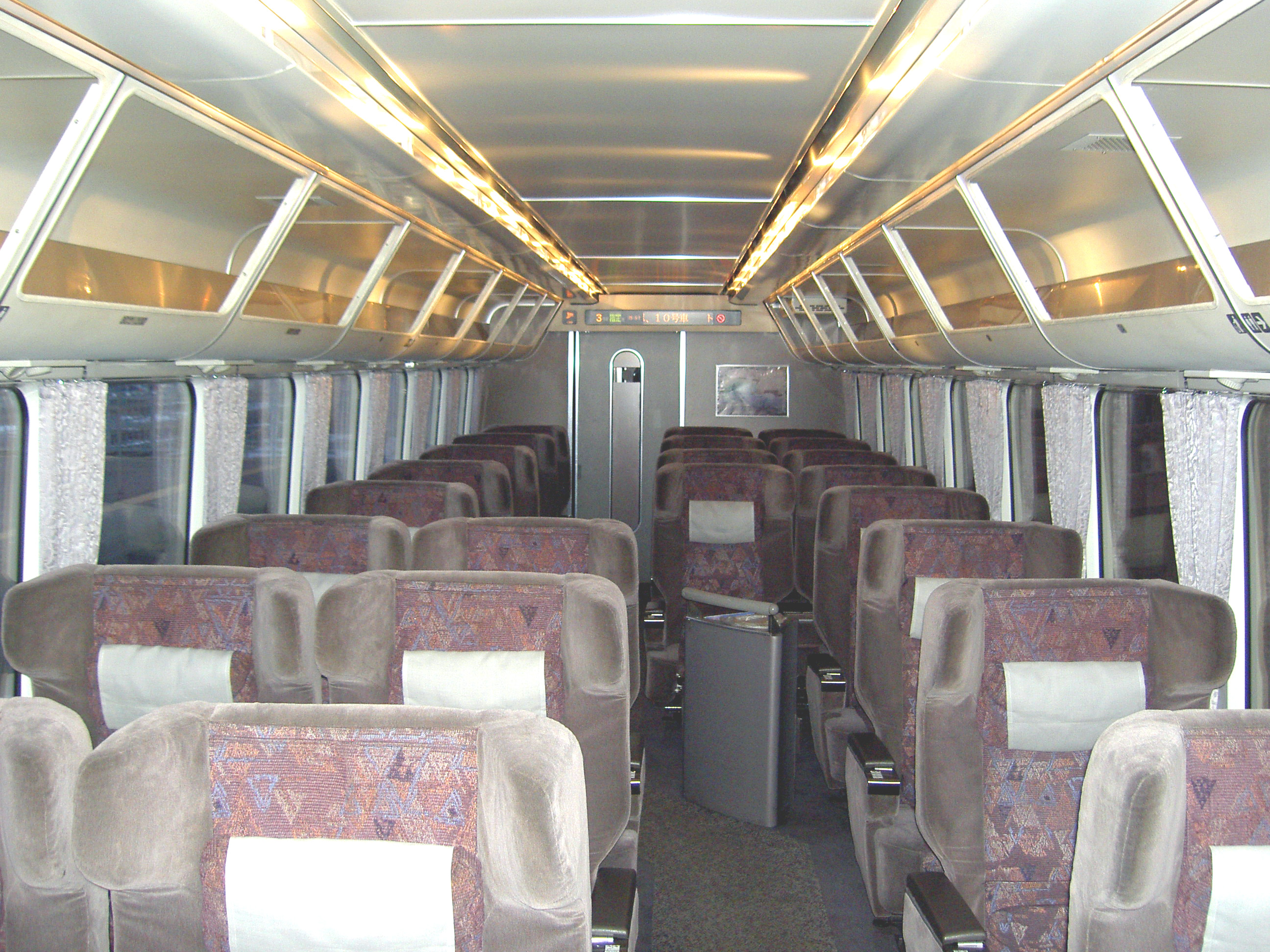
グリーン車 キロ282形の車内（当初製造時）

## 形式別概説

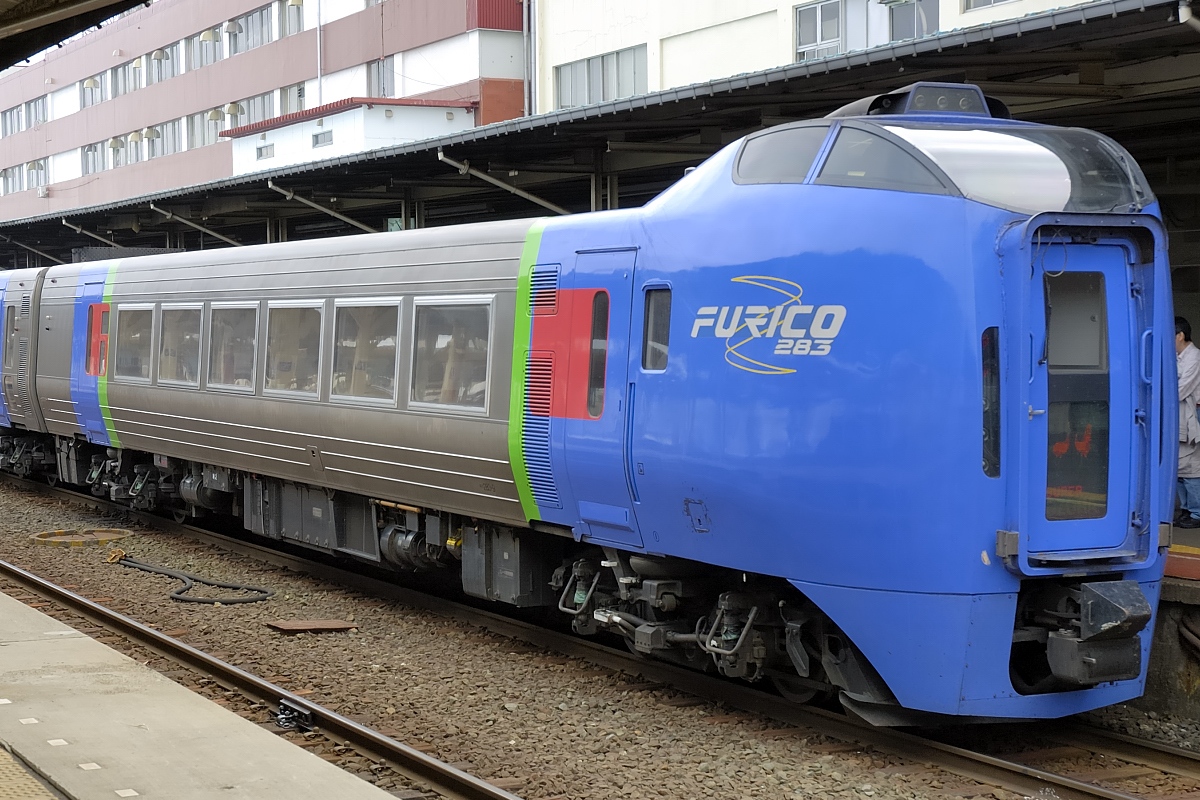
キハ283形 0番台 （2008年4月24日 / 釧路駅）
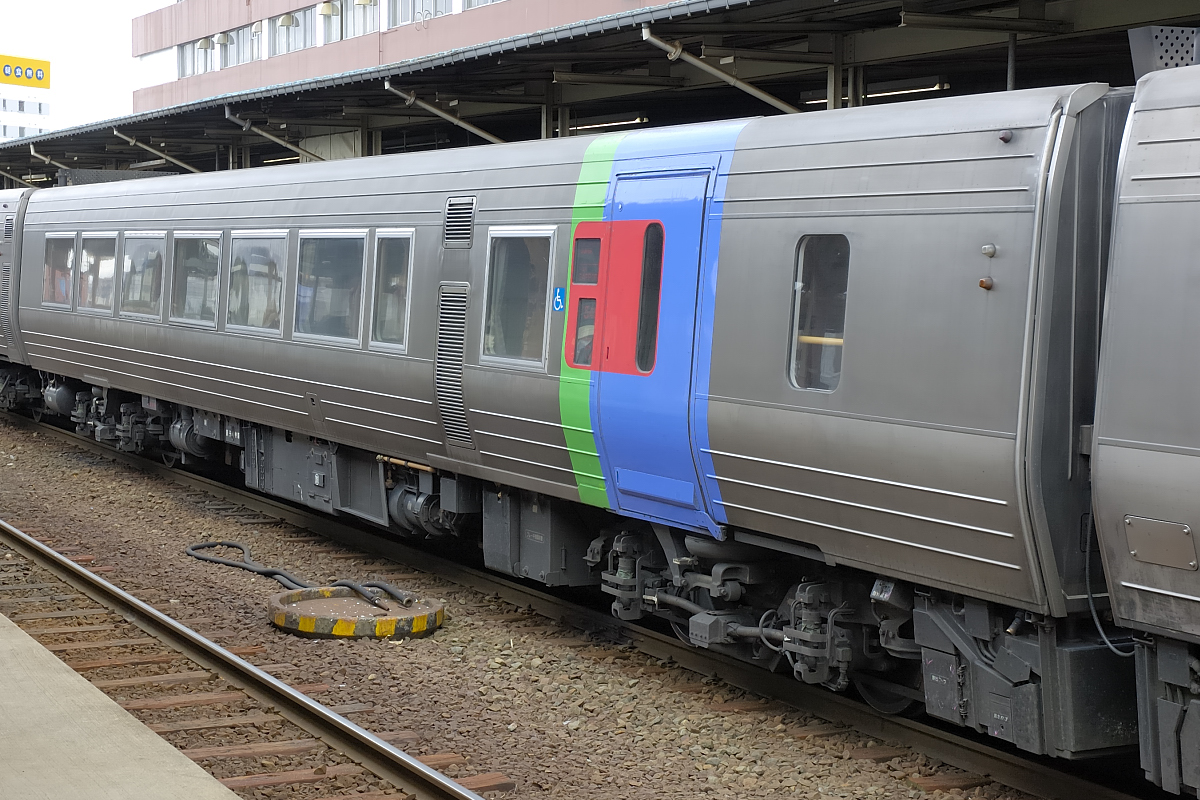
キハ282形 0番台 （2008年4月24日 / 釧路駅）
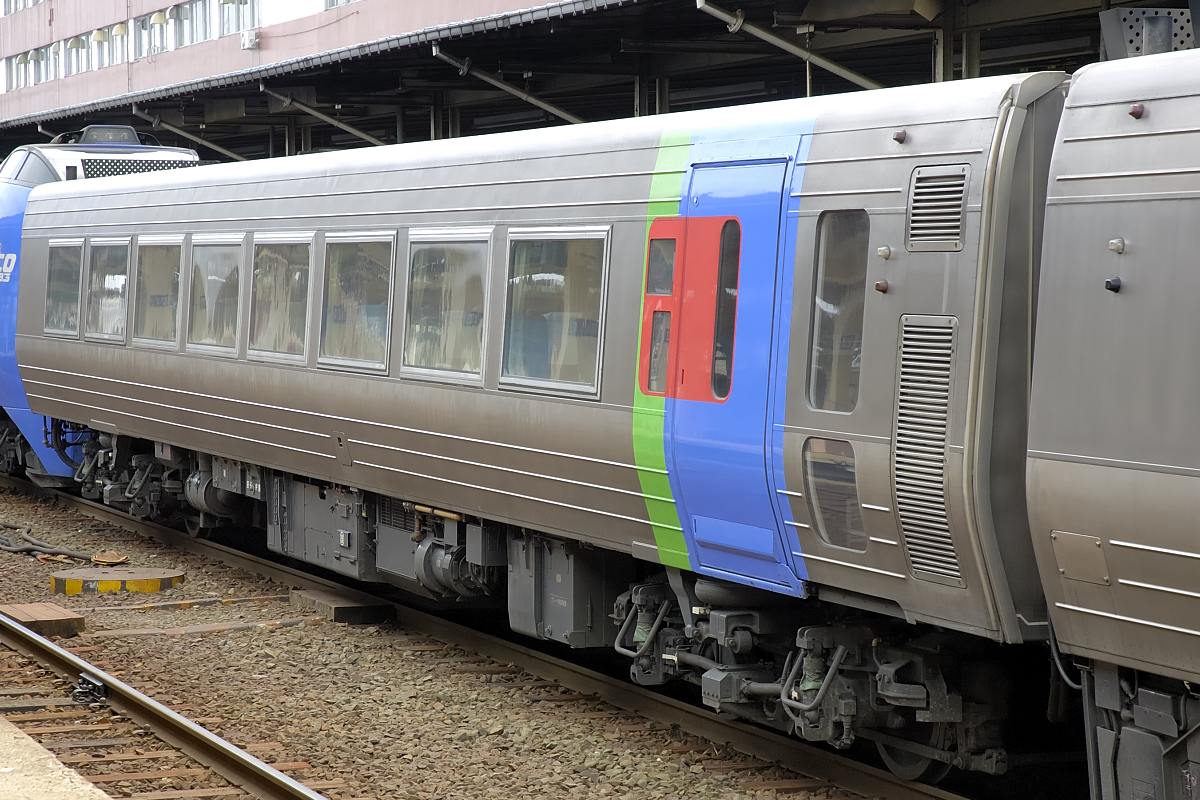
キハ282形100番台 （2008年4月24日 / 釧路駅）
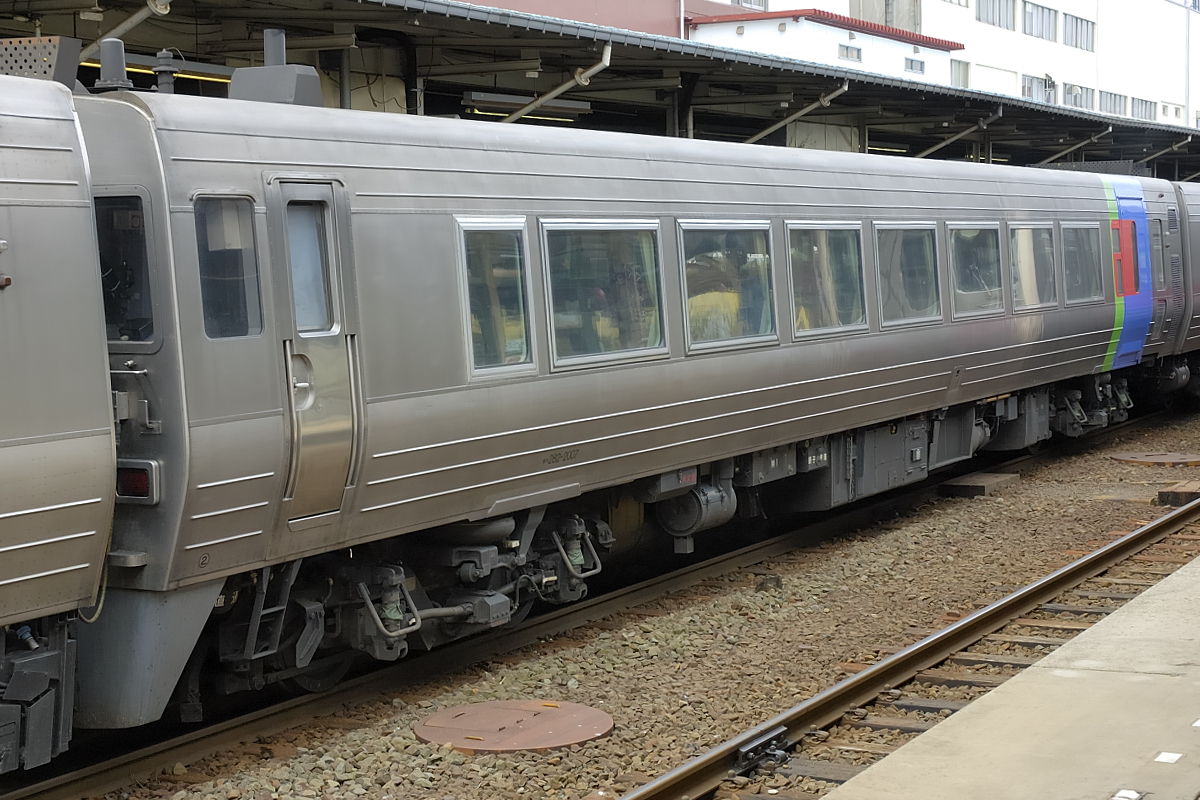
キハ282形2000番台 （2008年4月24日 / 釧路駅）
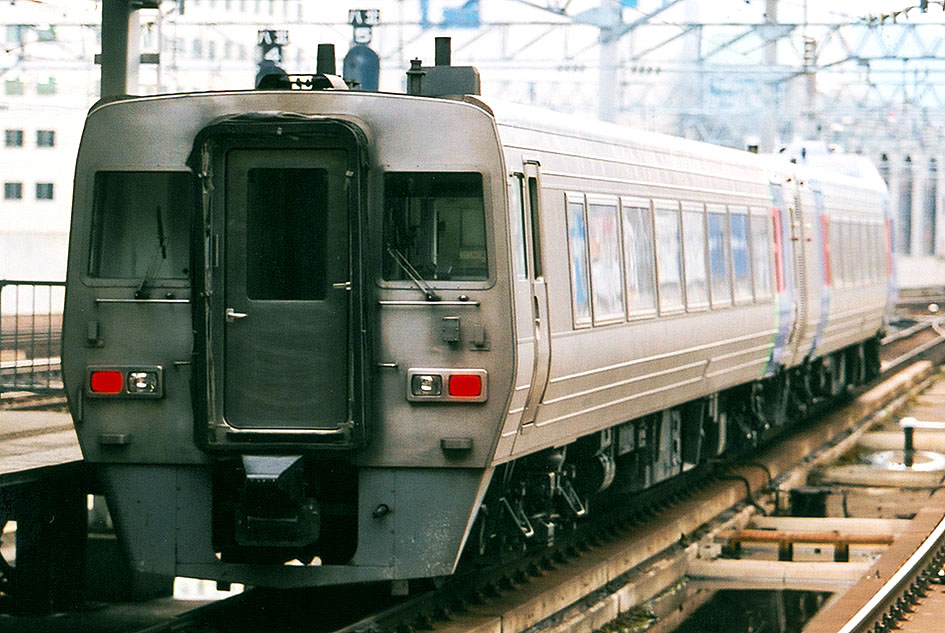
キハ282形 2000番台 + キハ283形の回送 （2000年 / 札幌駅）
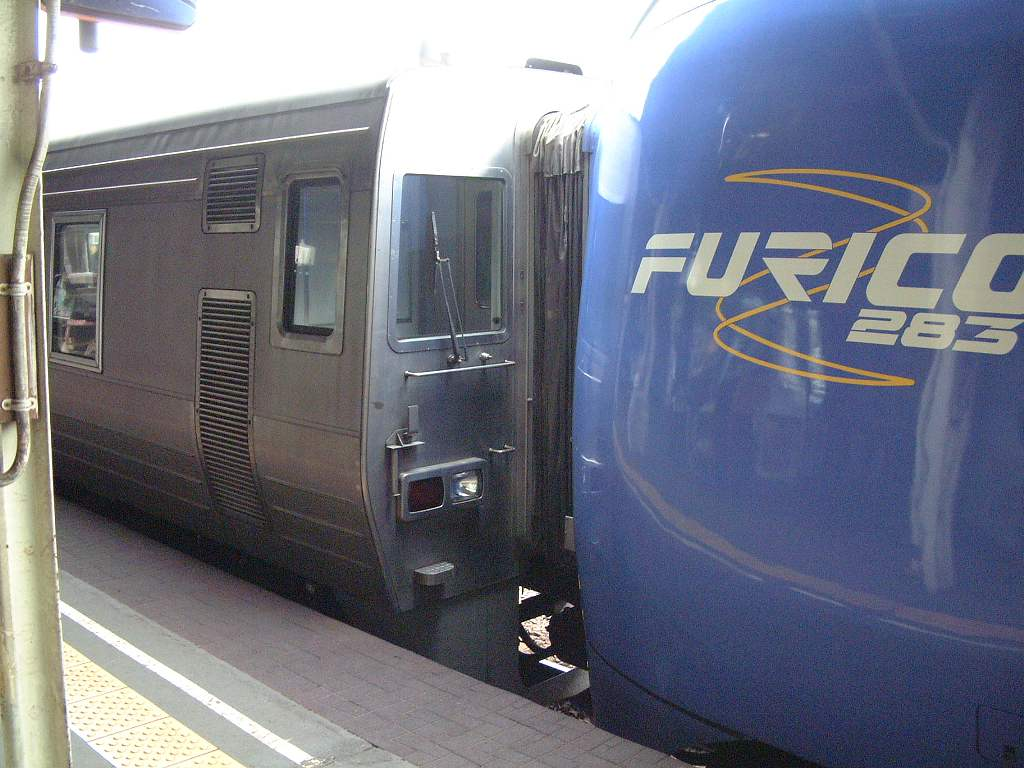
基本編成と付属編成の連結部分 （釧路駅）
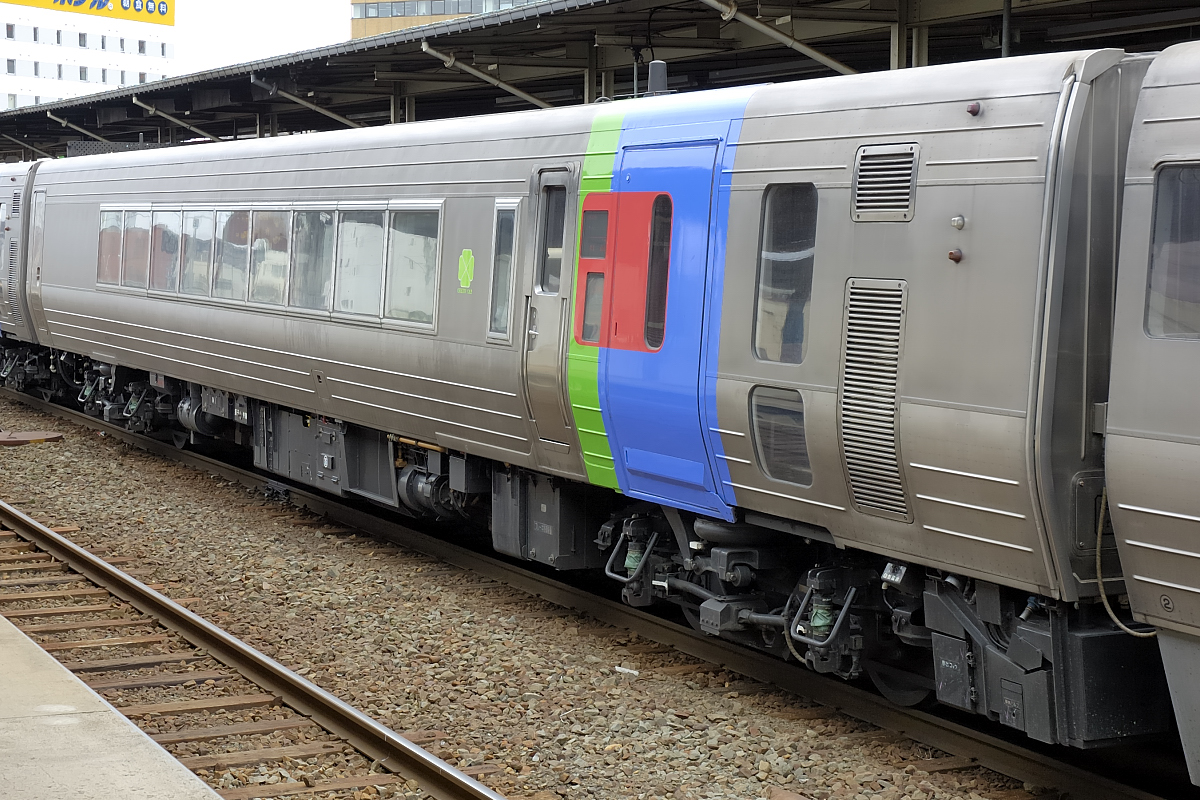
キロ282形 （2008年4月 / 釧路駅）

本系列の形式番号は、製作当初は運転台の有無にかかわらずトイレ付きを283形式、トイレなしを282形式として、同形の車両であっても編成内の連結位置によって番台区分していた。これは、登場当初のキハ283系が1編成単位での運用を前提としていたことによる。
しかし、「スーパーおおぞら」の増結が常態化したことや、「スーパー北斗」・「スーパーとかち」などへの車両運用の拡大によって1編成単位での運用が次第に困難となった。このため、2001年（平成13年）3月に運転台付き車を283形式に、運転台なし車を282形式にし、異なる番台の同仕様車は通し番号に改番した。
2001年（平成13年）製の5次量産車は、当初から新形式番台で落成している。
キハ283形
編成の先頭または中間に組成される、運転台付の普通車である。客用扉は片側2箇所に設置されている。2001年（平成13年）3月までは車椅子対応設備を持つ中間車も同形式を名乗っていた。
900番台 (901, 902)
1次試作車。試運転時はそれぞれ釧路向き、札幌向きに分かれていたが、「スーパーおおぞら」運転開始後は、2両とも札幌向きになっている。定員48名。自重は43.6t。客用扉周囲の塗装パターンが量産車と異なり、ライトグリーンを破線状に配した塗り分けとしていた。
前照灯ケーシングの形状も量産車と異なる。内装ではトイレのドアの色が黄緑色、客室の床の模様が異なる。
洋式トイレと男子用のトイレを設置している。
2015年（平成27年）3月31日付で2両とも廃車され、区分消滅した。
0番台 (1 - 21)
基本的には1次試作車（900番台）と同一仕様で、洋式トイレと男子用トイレを設置している。定員48名。自重は43.7t。4, 5, 9, 10（9, 10は落成当初は104, 105）の4両は1998年（平成10年）製の2次量産車で、紫色の座席モケットで落成した。
9両 (6 - 14) は当初、100番台 (101 - 109) として落成したが、2001年（平成13年）3月に改番・編入されて区分消滅した。
2007年（平成19年）10月1日のダイヤ改正で札幌運転所から釧路運輸車両所へ一部車両が転属したのに伴い、3両 (14, 16, 19) が方向転換を実施した。このため、以降は10両 (1 - 5, 12, 14 - 17) が釧路向き、11両 (6 - 11, 13, 18 - 21) が札幌向きの先頭車となった。
キハ282形
編成の中間に組成される、運転台のない普通車。客用扉は片側1箇所である。一部に切妻形運転台を設置または準備工事の車両があり、番台で区分される。
0番台 (1 - 8)
車椅子対応車両で、札幌側に車椅子対応の座席とトイレが設置されている。ほかに、男子用トイレ・多目的室・テレホンカード式公衆電話（2009年9月30日まで設置）がある。定員51名。自重は41.4t。4（落成当初はキハ283-204）は1998年（平成10年）製の2次量産車で、紫色の座席モケットで落成した。
5両 (1 - 5) は当初、キハ283形200番台 (201 - 205) として落成したが、2001年（平成13年）3月に改番・編入されて区分消滅した。同時に、それまでキハ282形基本番台を名乗っていた3両 (1 - 3) はキハ282形100番台 (103 - 105) に改番された。
100番台 (101 - 111）
トイレ・洗面所はない。札幌側に荷物置き場と喫煙コーナー兼ミニラウンジを設ける。定員64名。自重は40.6t。
落成当初は、1次量産車の3両 (103 - 105) が基本番台 (1 - 3) 、2両 (106, 107) が1000番台 (1001, 1002) を名乗っていたが、いずれも2001年（平成13年）3月に100番台に改番・編入されて区分消滅した。
2000番台 (2001 - 2009)
途中駅等における付属編成の増解結を想定し、釧路側に保安装置付きの簡易運転台を備える。このため、付属編成の先頭車として本線での運転が可能である。
トイレ・洗面所はない。札幌側に荷物置き場と喫煙コーナー兼ミニラウンジを設ける。定員60名。自重は41.1t。他の設備は100番台と同一である。
2次試作車の 2001 は本系列唯一の苗穂工場製である。2003, 2004 は1998年（平成10年）製の2次量産車で、紫色の座席モケットで落成した。
2001は2015年3月31日付で廃車された。
3000番台 (3001 - 3004)
2000番台と同一の車体構造であるが、簡易運転台は準備工事のみで、運転台窓部分に塞ぎ板が填められている。札幌側に荷物置き場と喫煙コーナー兼ミニラウンジを設ける。定員60名。自重は41.4t。他の設備は2000番台と同一である。
全車とも1998年（平成10年）製の2次量産車で、紫色の座席モケットで落成した。基本的に「スーパー北斗」の中間車として使用されていた。
キロ282形 (1 - 8)
中間に組成される、運転台のないグリーン車。座席数は26席。配置は横1 + 2列で、中央で配置が逆転する。車端部には、車内販売準備室・車掌室・男子用および共用洋式トイレ・喫煙コーナーを設置。
各座席はリクライニング、レッグレストなどの操作が電動化され、ヘッドフォン式オーディオ・パソコン用電源（1人がけ座席のみ）などの装備も搭載する。
4次量産車までの5両 (1 - 5) はキロ283形 (1 - 5) として落成した。仕様はほぼ同一だが、登場当初は各座席に電動カーテンが設置されていたが、カーテンの電動設備は順次壁のスイッチ部分にふたをして使用を停止し、手動扱いに改められている。また、電動だった座席も順次交換されている。また、荷物棚にはふたが設置されていたが、使い勝手の面および荷棚ふた取扱時の安全上の問題などから順次撤去された。2001年（平成13年）3月にキロ282形に改番・編入されて形式消滅した。
- キハ283形 0番台
（2008年4月24日 / 釧路駅）
- キハ282形 0番台
（2008年4月24日 / 釧路駅）
- キハ282形100番台
（2008年4月24日 / 釧路駅）
- キハ282形2000番台
（2008年4月24日 / 釧路駅）
- キハ282形 2000番台 + キハ283形の回送
（2000年 / 札幌駅）
- 基本編成と付属編成の連結部分
（釧路駅）
- キロ282形
（2008年4月 / 釧路駅）

| 製造年次 | 製造区分  | 両数 | キハ283                 | キハ282                                                                              | キロ282                 | 備考         |
| -------- | --------- | ---- | ----------------------- | ------------------------------------------------------------------------------------ | ----------------------- | ------------ |
| 1995     | 1次試作車 | 2    | 901・902                |                                                                                      |                         |              |
| 1996     | 2次試作車 | 1    |                         | 2001                                                                                 |                         | 苗穂工場製   |
| 1996     | 1次量産車 | 20   | 1・2 （101・102→）6・7  | （キハ283-201 - 203→）1 - 3 101・102 （1 - 3→）103 -105 （1001・1002→）106・107 2002 |                         |              |
| 1997     | 1次量産車 | 20   | 3 （103→）8             |                                                                                      | （キロ283-1 - 3→）1 - 3 |              |
| 1998     | 2次量産車 | 12   | 4・5 （104・105→）9・10 | （キハ283-204→）4 2003・2004 3001 - 3004                                             | （キロ283-4→）4         | S北斗用編成  |
| 1998     | 3次量産車 | 4    | （106→）11              | 2005・2006                                                                           | （キロ283-5→）5         |              |
| 1999     | 4次量産車 | 4    | （107 - 109→）12 - 14   | （キハ283-205→）5                                                                    |                         |              |
| 2001     | 5次量産車 | 20   | 15 - 21                 | 6 - 8 108 - 111 2007 - 2009                                                          | 6 - 8                   | 側窓強化仕様 |

### 改造
- 改造所…釧路：釧路運輸車両所、札幌：札幌運転所、苗穂工：苗穂工場

140 km/h化対応工事
2000年4月から6月にかけ、キハ283-101・106 - 109に対し実施された。
側窓強化改造
酷寒地での高速運転によって車体に付着した氷塊が走行中に落下し、跳ね上げたバラストが側窓を破損する事例が多発した。これを防止するため、2001年から全車に側窓保護改造を行った。側窓の外側にサッシを設け、ポリカーボネート製の透明保護カバーを填め込んでいる。この改造により側面の外観は大きく変化している。2001年製の5次量産車は、当初から保護カバー付で落成した。
運転台窓破損防止板の設置
車両の屋根上に溜まった氷塊が走行中に滑り、編成の中間に組み込まれた先頭車の運転台窓ガラスに衝突して破損する事例が相次いだ。これを防止するため、キロ282型を除くキハ283系の全車両の連結面屋根上部に「プロテクタ」と称される横に長い逆台形の形をした窓ガラス破損防止板が増設された。設置の際は大きさ、高さ、形状、材質について試作や検討を繰り返したところ現在の形で統一された。
これにより運転台窓ガラスが破損する事故や、それに伴い工場に臨時入場することも無くなり、安定運行に寄与することとなった。
ハイブリッド車体傾斜システム試験

2006年3月8日付でJR北海道は制御付き振子による傾斜と外軌側空気ばねの上昇を組み合わせた「ハイブリッド車体傾斜システム（複合車体傾斜システム、とも）」の開発に成功したと発表したが、それに際して開発された試験用の台車「N-DT283HX形」をキハ282-2007に装備し、試験が実施されている。
2006年3月31日から4月1日未明にかけて行われた試験では、同車を無改造のキハ283-21（札幌方）、キハ283-5（函館方）で挟んだ3両編成が組成され、函館駅から札幌駅へ向けて走行した様子が目撃されている。
室内設備改装
2006年3月18日のダイヤ改正で北海道内完結の特急列車を全車禁煙とするため、キロ282形の喫煙コーナー・キハ282形100・2000・3000番台のミニラウンジ内灰皿を撤去して携帯電話使用スペースに変更した。キハ282形基本番台では公衆電話を撤去し、業務用スペースとしている。
座席モケット交換
「スーパー北斗」用に投入された1998年製の2次量産車について、モケット生地の交換を順次実施している。当初装備の紫色モケットは標準仕様のタンチョウ柄に変更された。
特別保全工事
2008年 - 2012年に特別保全工事施工が実施された。
グレードアップ指定席
2006年12月17日から、普通車指定席の座席改装が開始された。
これは座席幅の拡大・背もたれ枕の設置・快速「エアポート」などに設定されている「uシート」と同様なチケットホルダーなどの設備を導入し、居住性の向上を図るものである。キハ283形の施工車では1番AB席を撤去して代わりに大型荷物置場が設置され、定員が46名に改められた。
- キハ283形（1 - 5・12・14 - 17・19 - 21・901・902）：1は事故廃車。
- キハ282形（1 - 8・105 - 111・2001 - 2009・3003・3004）：1は事故廃車。

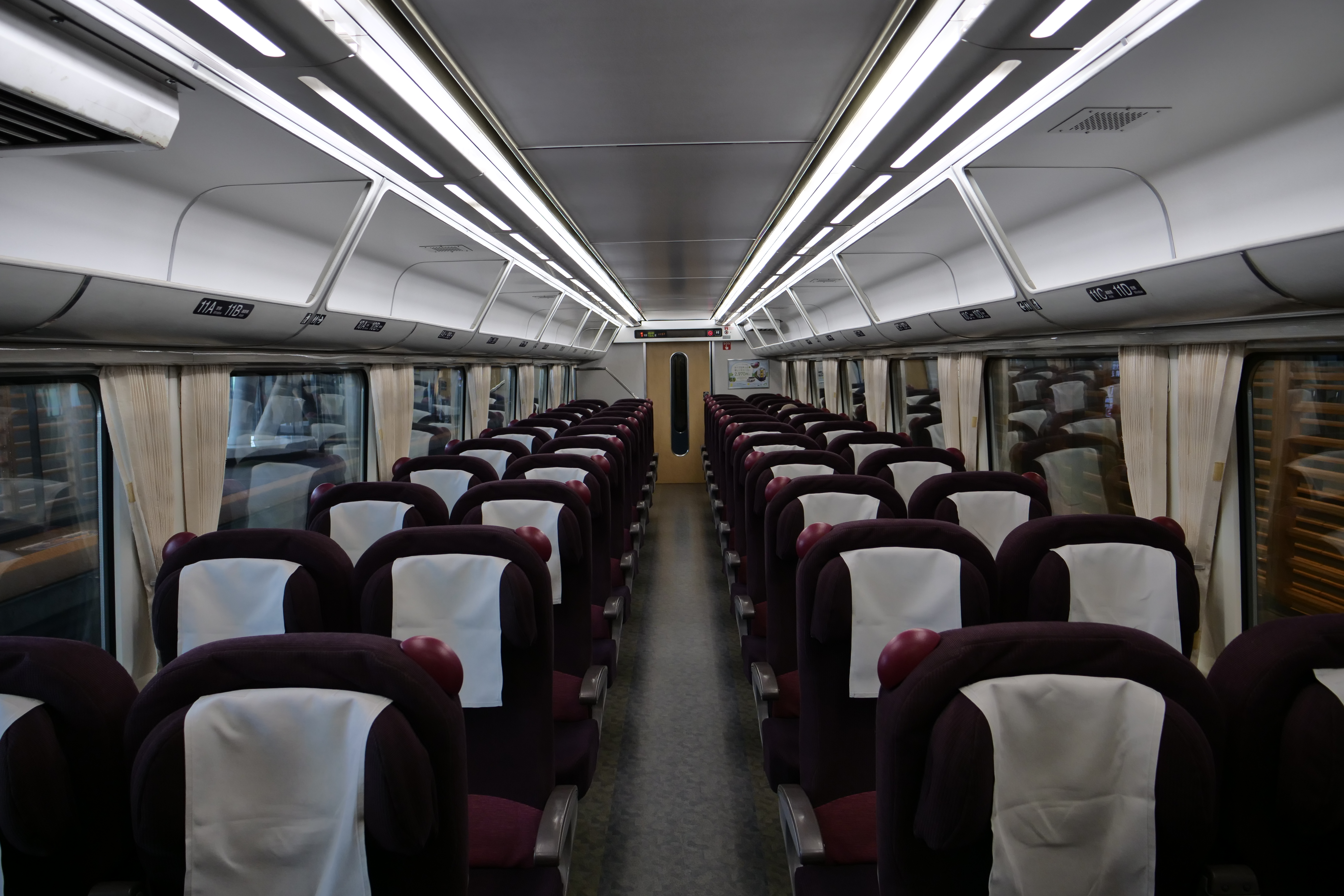
グレードアップ座席 全景
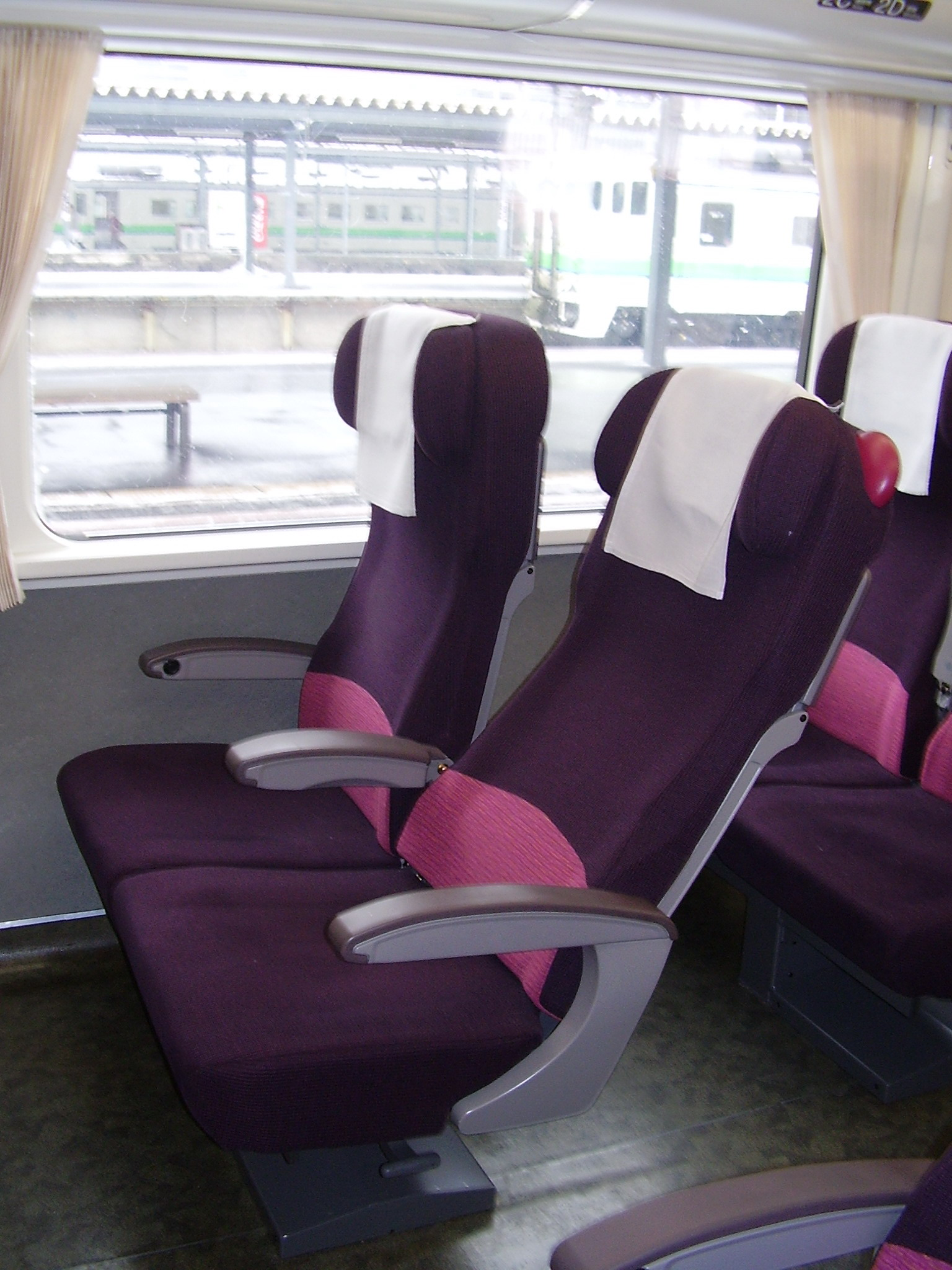
グレードアップ座席 正面
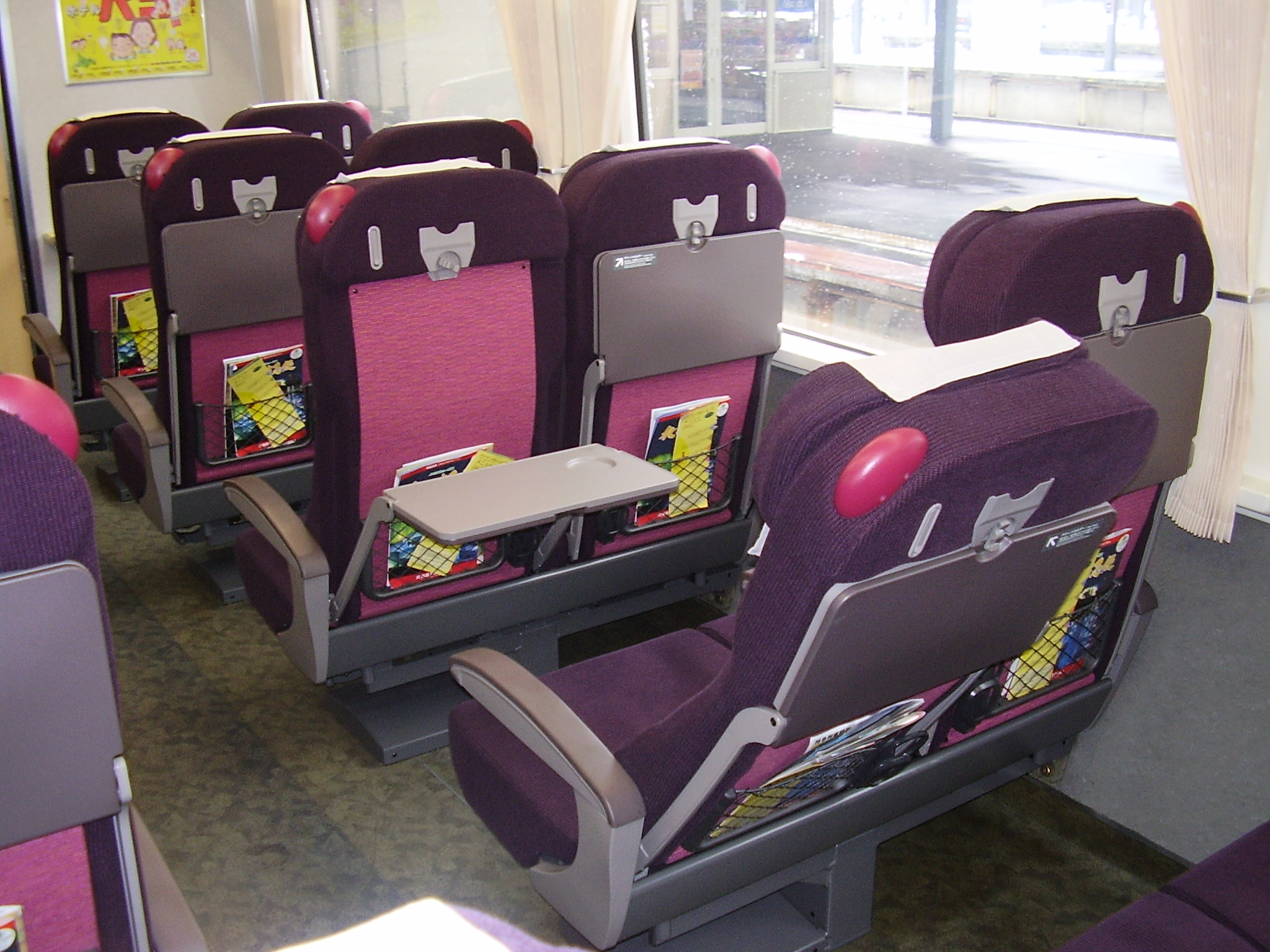
グレードアップ座席 背面

グリーン車リニューアル
2011年10月から2013年3月にかけて、「北斗・スーパー北斗」・「スーパーおおぞら」・「スーパーとかち」に使用されるキハ183系・キハ281系・キハ283系のグリーン車も座席改装が実施された。変更点は座席・仕切り壁・カーペット・カーテン・天井・荷棚・灯具の取替えなどである。
- キロ282形（1 - 6・8）：7はリニューアル施行前に事故廃車。

重要機器取替工事
2013年度に、以下の車両を対象に、重要機器取替工事が施工された。
- キハ283形（2・3・8・10・11・13・14・17・20）
- キハ282形（4・5・8・102 - 104・106・107・109・111・2002 - 2004・2006 - 2008・3002）
- キロ282形（1・2・4 - 6）

その他

## 運用の変遷

### デビューから増備まで
1995年に先頭車のキハ283-901・902、1996年に中間車のキハ282-2001が製造され、長期間試験を行った。
|      | ← 釧路札幌 → |               |              |
| 号車 | 1            | 2             | 3            |
| 形式 | キハ283 -901 | キハ282 -2001 | キハ283 -902 |

1996年下期から翌年にかけて量産車20両（1次量産車）が製造され、1997年3月22日のダイヤ改正から特急「スーパーおおぞら」として営業運転を開始した。
|      | ← 釧路札幌 →   |            |            |              |              |              |   |               |               |                  |
| 号車 | 1              | 2          | 3          | 4            | 5            | 6            |   | 7             | 8             | 9                |
| 形式 | キハ283- 0/900 | キハ282 -0 | キロ283 -0 | キハ283 -200 | キハ282 -100 | キハ283 -100 | + | キハ282 -2000 | キハ282 -1000 | キハ283 -100/900 |

1998年に「スーパー北斗」増発用に12両（2次量産車）が増備されたほか、同年下期に「スーパーおおぞら」増発用として4両（3次量産車）が、1999年に4両（4次量産車）が増備された。2000年には「スーパーとかち」にも投入された。
|      | ← 函館札幌 →   |               |            |               |              |               |                  |
| 号車 | 1              | 2             | 3          | 4             | 5            | 6             | 7                |
| 形式 | キハ283 -0/900 | キハ282 -3000 | キロ283 -0 | キハ282 -3000 | キハ283 -200 | キハ282 -3000 | キハ283 -100/900 |

2001年には最終増備車の20両（5次量産車）が増備され、札幌駅 - 釧路駅間の特急列車は、夜行列車を除いてすべて本系列による「スーパーおおぞら」に統一された。なおその後のキハ183系気動車の置換えには、キハ261系気動車（1000番台）が製造されている。
運用開始以来全車を札幌運転所に配置してきたが、2007年10月に半数の31両が釧路運輸車両所に転配された。

### 運用の縮小と石北本線特急への転用

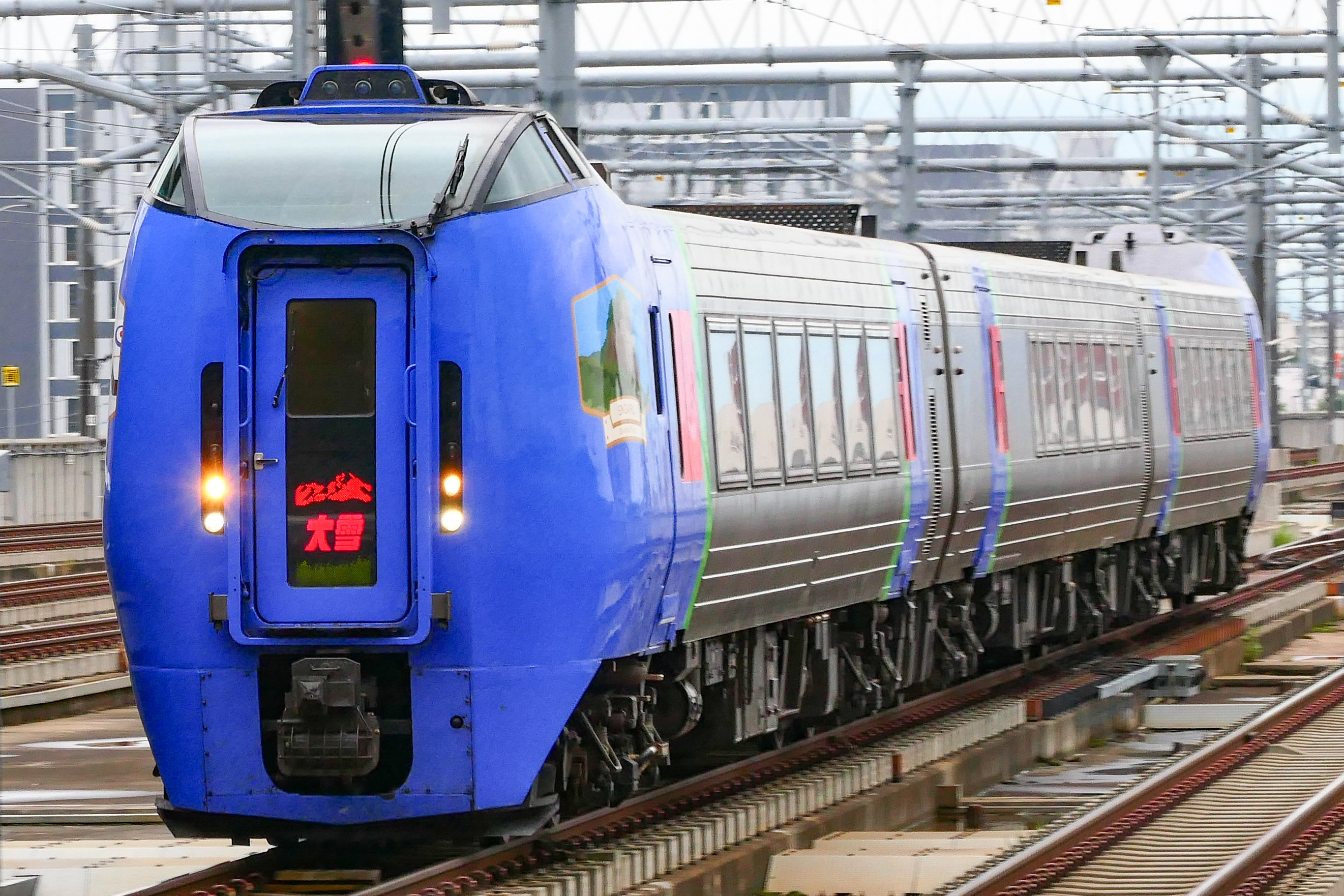
3両編成で特急「大雪」に使用されるキハ283系（2024年8月）

2011年5月27日に石勝線清風山信号場で発生した脱線火災事故の影響により、キハ283形2両（1・9）、キハ282形3両（1・101・3001）、キロ282形1両（7）の計6両（すべて釧路運輸車両所所属）が全焼した。事故車両は損傷が激しく現場からの移動が困難になったため、切断したうえで苗穂工場へと搬送され、同年6月30日付ですべて廃車となった。なお、事故車両の一部は、事故資料として、JR北海道社員研修センター敷地内の専用の建屋にて保存されている。
この影響で予備編成が不足し、所定の運用が不可能となったため、同年7月21日 - 2013年10月31日の「スーパーとかち」5・8号、「スーパーおおぞら」2・13号は普通車のみのモノクラス編成とされ（多客時などはグリーン車を連結する場合がある）、他の列車についてもバリアフリー対応設備を外した編成で運行される場合があった。その後、廃車となった6両の代替分として、2013年にキハ261系1000番台が製造されている。
2013年11月1日のダイヤ改正では、キハ261系への置き換えにより「スーパー北斗」および「スーパーとかち」の定期運用から撤退し、残った「スーパーおおぞら」でも運転最高速度が130 km/hから110 km/hに引き下げられた。
2015年3月31日付で試験走行用編成の3両（キハ283-901・902、キハ282-2001）が除籍された。
2020年3月14日のダイヤ改正で「おおぞら」（本改正で「スーパーおおぞら」から改称）の半数が置き換えられた。これに伴い、2020年9月30日までに、札幌運転所所属の14両が順次釧路運輸車両所へ転属し、札幌運転所・釧路運輸車両所両所合わせて計25両が廃車された。2022年3月12日のダイヤ改正では「おおぞら」全列車がキハ261系に統一されたため、本系列はダイヤ改正前日の2022年3月11日をもって一旦全ての定期運用を終了した。なお、同年2月 - 3月にかけてキハ283形とキハ282形合計25両が順次釧路運輸車両所から苗穂運転所へ転属したが、キロ282形4両は同年3月31日付で廃車された。
その後、同年7月13日に2022年度でのキハ183系の定期運行終了が発表された際、これの置き換え車両として石北本線の特急「オホーツク」および「大雪」に転用されることが明らかにされ、2023年3月18日のダイヤ改正より運用が再開された。
転用にあたっては、先頭車両11両に対して両列車の停車駅が所在する沿線7市町をイメージしたラッピングを行った。なお、石北本線での軌道改良が実施されていないことから、振子機能は使用せずに運用されている。
2025年3月13日のダイヤ改正をもって「大雪」が特別快速列車に格下げとなり、H100形へ置き換えられたことから前日の3月12日をもって同列車での運用を終了。以後は「オホーツク」でのみ運用される。
「オホーツク」では3両編成での運行を基本とし、繁忙期には最大5両編成までの増結が行われる。
|      | ← 遠軽札幌/旭川/網走 → |            |            |
| 号車 | 1                      | 2          | 3          |
| 形式 | キハ283 -0             | キハ282 -0 | キハ283 -0 |

## 車歴表
特記ない限りは2022年（令和4年）4月1日現在の情報を示す。
- 製造…苗穂工：苗穂工場、富士重：富士重工業
- 配置…釧路：釧路運輸車両所、札幌：札幌運転所、苗穂所：苗穂運転所